# Гидроортофосфат марганца(II)
Гидроортофосфа́т ма́рганца(II) — неорганическое соединение, кислая соль металла марганца и ортофосфорной кислоты с формулой MnHPO4,
бесцветные кристаллы,
плохо растворимые в воде,
образует кристаллогидраты.

## Получение
- Действие гидрофосфата натрия на сульфат марганца(II):

{\displaystyle {\mathsf {MnSO_{4}+Na_{2}HPO_{4}\ {\xrightarrow {}}\ MnHPO_{4}\downarrow +Na_{2}SO_{4}}}}

## Физические свойства
Гидроортофосфат марганца(II) образует бесцветные кристаллы,
плохо растворимые в воде.
Образует кристаллогидраты состава MnHPO4·n H2O, где n = 1/2, 3.

## Химические свойства
- Кристаллогидраты при нагревании ступенчато разлагаются:

{\displaystyle {\mathsf {MnHPO_{4}\cdot 3H_{2}O\ {\xrightarrow[{-H_{2}O}]{100^{o}C}}\ MnHPO_{4}\cdot 1/2H_{2}O\ {\xrightarrow[{-H_{2}O}]{200^{o}C}}\ MnHPO_{4}}}}
- При нагревании превращается в пирофосфат марганца(II):

{\displaystyle {\mathsf {2MnHPO_{4}\ {\xrightarrow {}}\ Mn_{2}P_{2}O_{7}+H_{2}O}}}